# カイル・キャトレット
カイル・キャトレット（Kyle Catlett、2002年11月16日 - ）は、アメリカ合衆国の俳優、子役である。

## 来歴
子役として2009年にテレビドラマシリーズ『Mercy』でテレビデビュー。2013年にはケヴィン・ベーコン主演のサスペンスドラマ『ザ・フォロイング』へも出演し、本格的な子役のキャリアをスタートさせる。同年、『アメリ』などの作品で知られるフランス人映画監督ジャン＝ピエール・ジュネが監督したフランス映画『天才スピヴェット』に抜擢され、牧場で暮らす10歳の天才少年を好演した。同作のプロモーションで2014年に開催された東京国際映画祭への出品に合わせ、ジュネ監督と共に来日も果たした。2015年にはホラー映画『ポルターガイスト』（同名映画のリメイク）に出演し、ポルターガイスト現象に悩まされる一家の長男を演じている。

## 出演作品

### 映画
- 天才スピヴェット The Young and Prodigious T.S. Spivet (2013)
- フロム・ザ・ダークサイド Tales from the Darkside (2015) ※テレビ映画
- ポルターガイスト Poltergeist (2015)

### テレビドラマ
- Mercy (2009)
- ザ・フォロイング The Following (2013)